# La Vache (bande dessinée)
Pour les articles homonymes, voir La Vache.
La Vache est une série de bande dessinée belge de Johan De Moor (dessins) et Stephen Desberg (scénarios), parue de 1992 à 2015.

## Synopsis
La série raconte les aventures d'une vache agent secret, connue sous le nom de code Pi 3.1416. La vache espionne est envoyée résoudre diverses affaires qui traitent sur un mode humoristique, satirique, et parfois philosophique, des rapports entre animaux et humains.

## Albums
- La Vache[1] :
- 1 Pi=3,1416, Casterman, Bruxelles, août 1992
Scénario : Stephen Desberg - Dessin et couleurs : Johan De Moor -  (ISBN 2-203-35901-3)no 3389. Format comics.
- 2 À mort l'homme, vive l'ozone, Casterman, Bruxelles, janvier 1994
Scénario : Stephen Desberg - Dessin et couleurs : Johan De Moor -  (ISBN 2-203-35906-4)no 1191. Également publié en deux albums séparés : À mort l'homme (ISBN 2-203-33540-8) et Vive l'ozone (ISBN 2-203-33541-6).
- 3 Même les oiseaux puent, Casterman, Bruxelles, avril 1995
Scénario : Stephen Desberg - Dessin et couleurs : Johan De Moor -  (ISBN 2-203-33538-6)no 19099.
- 4 Peaux de vache, Casterman, Bruxelles, avril 1995
Scénario : Stephen Desberg - Dessin et couleurs : Johan De Moor -  (ISBN 2-203-33537-8)no 19099.
- 5 Le Silence des animaux, Casterman, Bruxelles, avril 1996
Scénario : Stephen Desberg - Dessin et couleurs : Johan De Moor -  (ISBN 2-203-33542-4)no 30034.
- 6 Les Tigres de papier, Casterman, Bruxelles, avril 1997
Scénario : Stephen Desberg - Dessin et couleurs : Johan De Moor -  (ISBN 2-203-33543-2)no 31817.
- 7 Le Mauvais Goût de la vengeance[2], Casterman, Bruxelles, mars 1998
Scénario : Stephen Desberg - Dessin et couleurs : Johan De Moor -  (ISBN 2-203-33544-0)no 32740.
- 8 La Momie scandaleuse[3], Casterman, Bruxelles, octobre 1999
Scénario : Stephen Desberg - Dessin et couleurs : Johan De Moor -  (ISBN 2-203-33548-3)no 34209.

- Lait entier :
- 1 Sacrées Vaches[4], Le Lombard coll. « Troisième Degré », Bruxelles, avril 2001
Scénario : Stephen Desberg - Dessin et couleurs : Johan De Moor -  (ISBN 2-8036-1620-3)
- 2 Requiem pour une vache[5], Le Lombard coll. « Troisième Degré », Bruxelles, avril 2002
Scénario : Stephen Desberg - Dessin et couleurs : Johan De Moor -  (ISBN 2-8036-1746-3)

- La Vache : Pi 3,1416 (édition intégrale), Le Lombard :
- L'Intégrale vol. 1[6],[7], Lombard, Bruxelles, 22 août 2014
Scénario : Stephen Desberg - Dessin et couleurs : Johan De Moor -  (ISBN 978-2-8036-3398-2)
- L'Intégrale vol. 2, Lombard, Bruxelles, 29 mai 2015
Scénario : Stephen Desberg - Dessin et couleurs : Johan De Moor -  (ISBN 978-2-8036-3449-1)Ce volume contient les albums suivants : Même les Oiseaux Puent, Peaux de Vache, Le Silence des Animaux et Les Tigres de Papier.
- L'Intégrale vol. 3[8], Lombard, Bruxelles, 29 mai 2015
Scénario : Stephen Desberg - Dessin et couleurs : Johan De Moor -  (ISBN 978-2-8036-3452-1)Ce volume contient les albums suivants : Le Mauvais Goût de la vengeance, La Momie scandaleuse, Sacrées Vaches, Requiem pour une Vache et un épilogue inédit d'une vingtaine de planches.

## Récompenses
- Alph-Art humour au festival d'Angoulême pour À mort l'homme, vive l'ozone, 1995.

### Documentation
- Philippe Mellot, Michel Denni, Laurent Turpin et Isabelle Morzadec, « De Moor (J.) », dans Trésors de la bande dessinée BDM 2021-2022 - Catalogue encyclopédique & Argus, Paris, Les Arènes, 2020 (ISBN 9791037502582), p. 1264. .